# Ulukhaktok
| Ulukhaktok Ulukhaqtuuq Uluqsaqtuuq   |                         |
|                                      |                         |
| Coordenadas: 70°44′11"N, 117°44′11"O |                         |
| Território                           | Territórios do Noroeste |
| Prefeito                             | Janet Kanayok           |
|                                      |                         |
| Área                                 |                         |
| - Cidade                             | 124,43 km², 48,04 mi²   |
| Altitude                             | 36 m, 118 ft            |
| Fuso horário                         | UTC -7/-6               |
| População (2010)                     |                         |
| - Cidade                             | 451                     |
| Website: ulukhaktok.lgant.ca/        |                         |

Ukukhaktok (ou Ulukhaktuuq, antes chamada de Holman) é uma vila localizada na Região de Inuvik, nos Territórios do Noroeste, Canadá. 

## História
Tradicionalmente, o povo Copper Inuit viveram na Ilha Holman. Os exploradores Franklin e Collinson foram os primeiros a visitar a área. No começo do Século XX, os Inuit migraram para a Ilha Banks e passaram o verão na Ilha Vitória. O primeiro posto da Companhia da Hudson Bay foi aberto em 1923 e finalmente a região onde se localiza a cidade foi desenvolvida. Depois, os Inuit começaram a colonizar a área e desenvolver a região até como ela é atualmente.